# Ruti
Para lwów zidentyfikowana z Szu i Tefnut. Ruti miały szczególne znaczenie w wierzeniach w życie pozagrobowe, gdyż do nich należały barki słoneczne, poranna i wieczorna. Zmarły identyfikując się z Ruti zyskiwał prawo do podróży wraz ze słońcem. Często w tekstach Ruti występuje jako jedna z form Re-Atuma i uważany jest za pojedynczą osobę.
Zobacz też:
- Rüti